# パックンチョ
パックンチョは、森永製菓が販売するチョコレートビスケット菓子。

## 概要
1983年4月15日に発売。発売当初から現在まで一貫してウォルト・ディズニー・カンパニーのキャラクターをパッケージデザイン及び表面の絵柄に使用している。発売日はかつてはオフィシャルスポンサーとして携わっていた東京ディズニーランドの開園日と同日であり、ディズニーとの関わりが深い製品である。
ディズニーキャラクターがプリントされたチョコクリームまたはイチゴ風味のクリーム入り円形ビスケット。
絵柄が常時100や300種類のときがあったが、2022年6月上旬からは42種類。2023年10月下旬の発売当初復刻デザインでは40種類、内3種に近年あったレア型のハート形が復活した。
期間限定のパッケージデザイン、絵柄が発売されることもある。
地域限定の商品も存在していた。
1980年代後半のキャッチフレーズは「ますます世間をお騒がせ」。このキャッチフレーズが使用されていた時期のCMには当時バラエティ番組で人気を博していた田代まさしが出演。近年、田代が度々不祥事を起こし、文字通り“世間を騒がせている”ことから一部ネットユーザーを中心にネタとして回顧されている。
明治製菓（現：明治）は、この製品の発売より前の1979年に日本で「こんにちはパンダ」というパンダの絵柄がプリントされた類似製品を発売したが、現在はシンガポールで製造され、海外展開のみである。同じく類似製品であり、本製品の翌年に発売されたロッテの「コアラのマーチ」がある。

## 歴代CMキャラクター
- キャメロット（4人組男性アイドルグループ）
- 森尾由美
- 坂上忍
- 仲村トオル
- 田代まさし
- 鈴木蘭々